# Gymnoscelis pallidirufa
Gymnoscelis pallidirufa là một loài bướm đêm trong họ Geometridae.